# Arthur Byron Coble
Arthur Byron Coble (Williamstown (Pensilvânia), 3 de novembro de 1878 — Harrisburg, 8 de dezembro de 1966) foi um matemático estadunidense.
É reconhecido por suas pesquisas sobre geometrias finitas e a teoria dos grupos relacionadas a estas geometrias, transformações de Cremona associadas à teoria de equações de Galois e as relações entre funções teta hiperelípticas, invariantes binários irracionais, superfícies de Weddle e superfície de Kummer. Foi presidente da American Mathematical Society de 1933 a 1934.